# Estudio de la Historia (Arnold J. Toynbee)
Estudio de la Historia (en inglés: A Study of History) es una obra histórica y filosófica en la que se contienen las principales ideas del historiador Arnold J. Toynbee en cuanto a la existencia y evolución de las civilizaciones humanas, mediante una metodología comparativa que establece su decurso histórico. A diferencia de Oswald Spengler en La decadencia de Occidente, Toynbee no representa una visión morfológica y determinista, sino evolutiva y en principio abierta: las civilizaciones se desarrollan superando retos. Esta influyente obra fue publicada en doce tomos entre los años 1933 y 1961. El siguiente artículo resume sus conceptos principales.

## Introducción
La unidad del estudio histórico
Toynbee establece que el curso completo de una civilización cualquiera puede ser recorrido en parte o completamente pasando siempre por las mismas etapas: génesis, crecimiento, tiempo de problemas, estado universal y desintegración. El factor evolutivo es siempre un reto o desafío: si se supera, se progresa, y si no, la civilización sucumbe o se detiene. Las soluciones son aportadas por minorías creativas y aplicadas miméticamente por las masas; pero las minorías dejan de ser creativas y degeneran meramente en minorías dominantes, de lo que proviene la crisis y la desintegración.
Quizás la mejor manera de comprender la propuesta de Toynbee sería decir que en ella se hace explícita una Filosofía de la Historia, esto es, se presenta una visión sistemática y unificadora de la historia de la humanidad, comprendida en el estudio de sus diversas civilizaciones.
Dentro de este contexto, la primera idea relevante para comprender esta propuesta, es su reflexión crítica a la historiografía tradicional, que hace del "Estado Nacional" la unidad de análisis y reconstrucción histórica básica. Según el autor, ninguna historia nacional se comprende sin atender a las relaciones que se establecen con otras naciones y al contexto general que las incluye. Siguiendo este razonamiento, Toynbee propone que las verdaderas unidades, los "campos inteligibles de estudio histórico", son las civilizaciones. Estas las concibe, en última instancia, como unidades culturales que incluyen variados pueblos y/o naciones dentro de un mismo conjunto de creencias básicas. 
Las 19 civilizaciones principales, que detecta Toynbee, son: Egipcia, Andina, China, Minoica, Sumeria, Maya, Índica, Hitita, Helénica, Occidental, Cristiana ortodoxa (Rusia), Lejano oriente, Cristiana ortodoxa (cuerpo principal), Persa, Árabe, Hindú, Mexicana, Yucateca y Babilónica. Hay cuatro "civilizaciones abortadas" (Abortada del lejano occidente cristiano, Abortada del lejano oriente cristiano, Abortada escandinava, Abortada siríaca) y cinco "civilizaciones confinadas" (polinesias, esquimales, nómadas, otomanas, espartanas), para un total de 28 civilizaciones significativas. 
El mundo occidental está condicionado por dos fuerzas distintas, la democracia (política) y el industrialismo (económica), que han creado un determinado modo de pensar la Historia, en torno a la idea de estados nacionales. Sin embargo, los estados nacionales no son entes inteligibles y autosuficientes de estudio, por lo que debe ampliarse el marco de observación hasta la civilización. La civilización occidental como campo de estudio puede remontarse en un espacio determinado. También en un tiempo determinado, hasta el origen de la Edad Media, en donde es posible reconocer su encuentro con otra civilización distinta, a la que denomina Helénica, y que cobra forma en el Imperio romano. Siguiendo operaciones similares, llega a determinar la existencia de 21 civilizaciones, más un grupo de otras que han sido abortadas o detenidas.

## Génesis de las civilizaciones
Cabe preguntarse si las civilizaciones nacen automáticamente o no. La respuesta es negativa, debido a la existencia de pueblos sin historia, que han permanecido sin cambios desde el Paleolítico hasta la actualidad. Por tanto, las civilizaciones deben nacer por una razón determinada. Descartado el criterio racial (las civilizaciones son productos de razas superiores) y el ambiental (son producto de su medio ambiente), surge el proceso de incitación y respuesta, según el cual una comunidad es estimulada o presionada por un problema, frente al cual ofrece una respuesta creativa, que en el caso de un pueblo sin historia será el surgimiento de una nueva civilización. Sin embargo, esta fuerza no opera hasta el infinito, ya que si la presión es demasiado fuerte, quebrará a la civilización y la abortará antes de nacer, lo que hace surgir el fenómeno de las civilizaciones abortadas.

## Crecimiento de las civilizaciones
El crecimiento de las civilizaciones no es automático. La prueba de ello está en las civilizaciones detenidas, que han conseguido nacer, pero que se han estancado en una fase primaria de su evolución. Tampoco el crecimiento es producto de la expansión geográfica o del desarrollo tecnológico, ya que ambos coinciden no tanto con fases de crecimiento, sino de decadencia de las civilizaciones. El crecimiento exige sucesivas respuestas creativas por parte de personas o comunidades que ofrezcan soluciones a los problemas que surgen, y que ex hypothesi no pueden ser los creadores que han surgido con anterioridad, ya que ellos han creado el estado de cosas que ocasiona el nuevo problema. El grupo o persona que encuentre la solución es una minoría creadora, que emprende un movimiento de retiro y regreso, apartándose del curso normal de la civilización y reencontrándose con la misma, ofreciéndole una respuesta. El resultado constante y repetido de este proceso hace crecer a las civilizaciones cada vez más.
Existe una dirección del crecimiento, que es marca y señal distintiva de este. El crecimiento implica traspasar elementos de un plano material a un plano espiritual, más etéreo (eterealización). De este modo, cuanto más crece una civilización, más elementos espirituales surgen de ella. El resultado de este proceso creador no es reductible a leyes fijas y predeterminadas, porque por hipótesis, la creación implica inventar nuevas soluciones originales a viejos problemas, que producirán dos resultados en la sociedad: esta se hará más compleja (con más elementos), y también más diversa (con elementos que la distinguen claramente de otras sociedades).

## Colapso de las civilizaciones
El colapso de las civilizaciones es evitable, ya que el proceso por el cual sucesivas minorías creadoras se van relevando unas a otras puede continuar teóricamente ad infinitum. Sin embargo, puede suceder que en determinados momentos ninguna minoría creadora sea capaz de ofrecer una respuesta a un problema que aflige a la civilización, frente al cual ya no habrá solución posible. La civilización colapsa entonces y se precipita al abismo de la desintegración. Este colapso puede asumir dos variantes, una pasiva y una activa. La pasiva consiste en la némesis de la creatividad, que es la idolatría de una institución que ha sido clave en una etapa anterior de la historia de la civilización, pero que pasa a ser un estorbo en una etapa siguiente, pese a lo cual los habitantes de la misma no se deshacen de ella por venerarla en demasía. La variante activa consiste en la hybris de extralimitarse más allá de toda medida racional, embarcándose en una carrera desenfrenada que llevará a la ruina; frecuentemente asume el carácter de militarismo suicida.

## Desintegración de las civilizaciones
Una civilización colapsada entra inevitablemente en desintegración. Este proceso puede describirse de manera más o menos acabada, porque los pasos que llevan desde el colapso al final son rutinarios y predecibles. La dirección del crecimiento es hacia la eterealización, y la dirección de la desintegración es hacia la automatización. Si el resultado final del crecimiento es una sociedad más compleja y diversa a las demás, el resultado final de la desintegración es una sociedad más simple (en última instancia la disolución de la misma) y uniforme (sin tener elementos distintivos respecto de otras sociedades).
El colapso produce un cisma o fractura en el cuerpo social, y también un cisma en el alma. En este ambiente de discordia, la gente recurre al arcaísmo (idealización del pasado), al futurismo (idealización del futuro), al desapego (alejamiento de uno mismo de las realidades de un mundo en decadencia) y a la trascendencia (enfrentando los desafíos de la civilización en decadencia con una nueva perspectiva, por ejemplo, siguiendo una nueva religión). El cisma en el cuerpo social se manifiesta en el fraccionamiento de la civilización en tres: una minoría dominante u oligarquía, un proletariado interno y un proletariado externo. Las minorías dominantes son aquellas que, perdida su creatividad, controlan la sociedad no por la fascinación del poder creador sino ya por medios estrictamente militares y policiales; sus productos típicos son los estados universales y las filosofías. El proletariado interno es la masa de esclavos y desarraigados que no pueden sacarse la minoría dominante de encima; en el camino inventan las religiones superiores. El proletariado externo es el conjunto de hordas bárbaras que se apiñan alrededor de la civilización, para rematarlas; este proceso las lleva a crear las edades heroicas y la épica.
Este cisma en el cuerpo social es reflejo de un cisma en el alma. Este cisma puede ser asumido de maneras pasivas, dejándose llevar por la corriente, o activas, luchando con fanatismo hasta la destrucción final. De esta manera surgen actitudes contrapuestas como el abandono (pasivo) contra el martirio (activo), o la promiscuidad artística y religiosa (pasivo) contra el descubrimiento de un sentido de unidad (activo). Este cisma se lleva al campo político en cuatro actitudes: el arcaísmo, el futurismo, el desasimiento y la transfiguración. Y cristaliza en cuatro tipos de salvadores de la sociedad, el salvador por la espada, el salvador por la máquina del tiempo, el filósofo detrás del rey y el dios encarnado. Sin embargo, todos estos salvadores están condenados al fracaso en su misión de salvar a la civilización, si bien el dios encarnado puede crear un nuevo tipo superior y trascendente de sociedad, más allá de la civilización, cual es la religión universal, que a veces cristaliza en una iglesia universal.
El proceso de desintegración de las civilizaciones se lleva a cabo en tres tiempos y medio, movimientos que son de caída y recuperación. El primero de ellos es el tiempo de angustias, en donde un grupo de estados parroquiales contienden entre sí en guerras fratricidas, el segundo es el estado universal que uno de los contendientes o un conquistador extranjero impone a la civilización como cura de reposo, y el tercero es el interregno, en donde el estado universal se desintegra y cede paso a reinos bárbaros que terminan de consumir la civilización por completo.
Durante la génesis, crecimiento y colapso de las civilizaciones, estas son unidades de estudio cerradas y más o menos autosuficientes. Durante la desintegración en cambio, al perderse la unidad de la civilización por los cismas de la sociedad y del alma, esta se permea a influencias extranjeras (otras civilizaciones) o bárbaras. El estado universal puede agrupar no solo a toda la civilización, sino también a otras civilizaciones extrañas en su seno. La minoría dominante, al perder su espíritu, cae en la vulgarización y en la barbarización. Las religiones universales presentan frecuentes inspiraciones extranjeras. Los bárbaros, por su parte, suelen asumir variantes heréticas de la religión propia de la minoría dominante, como una manera de demostrar su oposición a la misma en el campo espiritual. Por ello los subproductos más característicos de la desintegración (estados universales, iglesias universales y edades heroicas) merecen ser analizados por separado.

## Estados universales
Los estados universales son uno de los subproductos de la civilización en su fase de decadencia, y son generados por la minoría dominante de esta. Usualmente surgen cuando un estado parroquial, de los varios que se han estado disputando la hegemonía con los otros durante el tiempo de angustias, le proporciona un golpe fatal a sus restantes vecinos y unifica toda la civilización, aunque a veces puede surgir por obra de un conquistador extranjero, sea bárbaro o bien de otra civilización.
Un estado universal sirve como una cura de reposo para la civilización que ha estado sumergida en la guerra fratricida del tiempo de angustias. Al mismo tiempo proporciona una serie de servicios a la minoría dominante, para que esta pueda regir en mejor forma a la civilización, pero estos generalmente terminan por aprovechar más a los proletariados, interno y externo, de la civilización. Así, por ejemplo, los estados universales crean redes de caminos que a la larga serán aprovechados por los bárbaros para invadir la civilización durante el interregno, y por el proletariado interno para difundir sus religiones foráneas. También crean fortalezas y campamentos militares, contra las cuales el proletariado externo se entrenará hasta destruirlas, o bien el proletariado interno usa para propagar su religión. Al mismo tiempo, se crean servicios administrativos que después el proletariado externo usará como divisiones fronterizas entre los estados sucesores del estado universal, mientras que el proletariado interno podrá usar como plantilla para su propia iglesia universal. Y así sucesivamente. De esta manera el estado universal, aunque es creado para beneficiar a la minoría dominante, a la larga es inútil para salvar a la civilización de su propia destrucción.

## Iglesias universales
El subproducto más importante del proletariado interno es la religión universal, que de desarrollarse, puede cristalizar en una iglesia ecuménica. Cuatro de ellas han llegado a buen puerto y se han desarrollado plenamente: el cristianismo (helénica de inspiración siríaca), el islamismo (siríaca), el budismo (índica de inspiración helénica) y el hinduismo (índica).
Una manera de ver a las religiones universales es como cánceres de la civilización, que lo consumen desde adentro, como hacía Gibbon al explicar cómo el cristianismo había destruido al Imperio romano, pero esto es cuestionable, ya que algunas civilizaciones entraron en colapso antes de que surja en su interior una religión ecuménica, que es ex hypothesi producto de un proletariado interno nacido justamente de ese colapso. En realidad, las religiones universales se revelan como una especie de sociedad distinta y superior a las dos anteriores (los pueblos sin historia y las civilizaciones), ya que en ellas se ha llevado a cabo una eterealización al traspasar sus habitantes a un nivel de espiritualidad superior, a una civitas dei que no es de este mundo, por lo que puede en justicia considerarse a las civilizaciones nacidas al alero de esas religiones universales, como regresiones de las mismas.

## Edades heroicas
Las bandas bárbaras alrededor de una civilización en desintegración pasan a ser de amistosas y receptivas a ella, a hostiles y combativas, debido a que el poder creador de la civilización se ha acabado, y para mantener bajo control a su entorno, la minoría dominante debe recurrir a la fuerza bruta. De este modo, los umbrales de zonas decrecientemente civilizadas en la periferia son reemplazadas por limes fronterizos bien definidos, a un lado del cual está la civilización y al otro los bárbaros.
Durante un tiempo, los limes podrán expandirse, e incluso ahogar a los bárbaros si estos tienen accidentes geográficos insuperables a sus espaldas, pero si no es ese el caso, los bárbaros podrán eventualmente frenar el desarrollo de ese limes. Progresivamente, irán adoptando elementos y técnicas de la civilización, los que obtienen por el comercio y la rapiña, al tiempo que se entrenan militarmente luchando contra los límites de la civilización. De este modo se igualan a los civilizados superándose a sí mismos, al tiempo que los civilizados, presa de su desmoralización, se igualan hacia abajo con los bárbaros (véase vulgarización y barbarización). El resultado final es que el limes revienta a favor de los bárbaros, estos saquean el estado universal, lo aniquilan, y fundan sobre él estados sucesores (reinos bárbaros), que quemarán los últimos restos de la civilización durante el interregno, en una mortífera guerra fratricida por el botín rapiñado.
Aunque los bárbaros están condenados a exterminarse a sí mismos, cumplen un par de modestos servicios. Por un lado, crean la épica heroica. Por otro lado, despejan el campo de los restos de la civilización muerta para que una nueva sociedad, sea esta una nueva civilización, e incluso una religión ecuménica, se instale sobre la misma.

## Contactos en el espacio de las civilizaciones
Con algunas escasas excepciones, la mayor parte de las civilizaciones históricas se han desarrollado de un modo tal, que en un momento u otro entran en contacto con otras distintas. Una de estas modalidades de contacto es la que se produce entre dos civilizaciones que coexisten en un mismo tiempo (descartando aquellas que son padre e hija una respecto de la otra).
Este contacto asume la forma de una acción y reacción, en donde una civilización propina el primer golpe, solo para recibir a continuación una respuesta. Esto es una consecuencia del principio de incitación y respuesta, ya que el golpe que una civilización le propina a la otra es una incitación, que genera una respuesta, que para la otra civilización a su vez es una incitación.
Si el asalto de una civilización a la otra es rechazado, la parte que ha sufrido el ataque puede caer en hybris, e incluso puede afrontar la perspectiva del colapso, como le ocurrió al mundo helénico después de las guerras médicas. Si el asalto tiene éxito, la civilización sometida pasa a quedar sumergida, pero tardará aún un largo tiempo en ser asimilada. El caso más prolongado conocido de este tipo es el asalto que la civilización helénica emprendió contra la siríaca con Alejandro Magno, que sumergió mil años al mundo siríaco, hasta la instauración del Califato Omeya.

## Contactos en el tiempo de las civilizaciones
Dos civilizaciones pueden entrar en contacto también en el tiempo, cuando una de ellas, que ya ha fenecido, es restaurada en el seno de una civilización filial suya. Estas restauraciones son los renacimientos, de los cuales el Renacimiento italiano es solo un caso particular más. Otros casos son: el renacimiento del Imperio romano en el Imperio bizantino, y el renacimiento del Imperio Han en el Imperio Tang.
Los renacimientos siguen un orden inverso a la desintegración de la civilización renacida. Por ejemplo, en el mundo occidental primero se intentó evocar el Imperio romano (estado universal helénico), luego los estados parroquiales, y al final de todo el proceso, las realizaciones culturales y artísticas helénicas (Renacimiento propiamente tal).
Empero, como la civilización que se evoca ha fallecido, sus soluciones no son todo lo provechosas que se debiera, de manera que un renacimiento exitoso acarrea consigo la tragedia de agostar y sepultar a la civilización que intenta evocar el espectro de una civilización muerta. Por ejemplo, el renacimiento exitoso del Imperio romano, bajo la forma de Imperio bizantino, dentro de la civilización cristiana ortodoxa produjo catastróficas consecuencias, que llevaron a su colapso, lo que no ocurrió con el renacimiento fracasado de ese mismo Imperio romano, bajo la forma de Sacro Imperio Romano Germánico, en el mundo occidental.

## Ley y libertad en la Historia
Cabe preguntarse si las regularidades en la historia permiten predecir esta con relativa exactitud, o si bien esta es un enorme caos sin sentido posible. Cabe preguntarse también si el ser humano estará condenado a los ciclos de desarrollo y destrucción, sin poder escaparse de ellos. Ante esto es claro que existen ciertas regularidades históricas, que se presentan como ciclos históricos. Sin embargo, estas regularidades no se repiten monótonamente, sino que cada repetición del ciclo lleva consigo un estadio superior de desarrollo. De esta manera, por ejemplo, el auge y caída de las civilizaciones pueden presentar un cuadro monótono, pero a través de ellas surgieron un tipo diferente y superior de sociedades, las religiones superiores.

## Perspectivas de Occidente
La civilización occidental nació del interregno a la caída del Imperio romano, el estado universal de la civilización helénica. Existe indudablemente una etapa de crecimiento, por lo menos hasta el siglo XVI, época en la que han surgido los estados parroquiales. Es discutible si las fases históricas posteriores marcan nuevos y sucesivos desarrollos posteriores, o bien significan el colapso y desintegración de la civilización occidental. Lo que sí es claro es que, si Occidente ha entrado en desintegración, ha cubierto solo la fase del tiempo de angustias, sin haber alcanzado aún la fase de estado universal.

## La inspiración de los historiadores
Muchos historiadores han encontrado inspiración en distintos acontecimientos históricos que, de alguna manera, le revelan el presente y sus regularidades. Edward Gibbon se inspiró en los cánticos gregorianos que escuchó accidentalmente para escribir su Decadencia y caída del Imperio romano. El propio Toynbee tuvo un chispazo capital cuando descubrió que su experiencia de la Primera Guerra Mundial era análoga a la de la guerra del Peloponeso tal y como la había descrito otro historiador, Tucídides.

## Influencia en autores modernos
La obra de Toynbee sigue teniendo un gran impacto en la actualidad.  Para formular la tesis del choque de civilizaciones, Samuel P. Huntington se ha visto claramente influenciado por la filosofía histórica de Arnold J. Toynbee.